# Мовілень (Ясси)
Мовілень, Мовілені (рум. Movileni) — село у повіті Ясси в Румунії. Адміністративний центр комуни Мовілень.
Село розташоване на відстані 336 км на північ від Бухареста, 25 км на північний захід від Ясс.

## Населення
За даними перепису населення 2002 року у селі проживали 512 осіб, з них 510 осіб (99,6%) румунів. Рідною мовою 510 осіб (99,6%) назвали румунську.